# 알레프 수
집합론에서 알레프 수(ℵ數, 영어: aleph number)는 무한 기수를 나타내는 표기법이다. 기수의 고유 모임은 정렬 순서를 가지므로, 이에 따라 무한 기수를 순서수와 일대일 대응시킨다.

## 정의
편의상, 체르멜로-프렝켈 집합론 및 선택 공리를 가정하고, 존 폰 노이만의 순서수의 정의(순서수는 그보다 작은 모든 순서수의 집합)를 사용하자. 기수 {\displaystyle \kappa }의 바로 다음 기수(영어: successor cardinal)는 다음과 같다.
{\displaystyle \kappa ^{+}=\left|\inf\{\alpha \in \operatorname {Ord} \colon \kappa <|\alpha |\}\right|}
하르톡스 정리에 따라 이 하한은 항상 존재한다. 여기서 부등식은 기수의 부등식이다.
순서수 {\displaystyle \alpha }에 대하여, 알레프 수 {\displaystyle \aleph _{\alpha }}는 다음과 같이 초한 귀납법으로 정의된다.
- {\displaystyle \aleph _{0}=|\mathbb {N} |} (자연수의 집합의 크기)
- {\displaystyle \aleph _{\alpha +1}=\aleph _{\alpha }^{+}} ({\displaystyle \alpha +1}는 {\displaystyle \alpha }의 따름 순서수)
- {\displaystyle \aleph _{\lambda }=\left|\inf\{\alpha \in \mathrm {Ord} \colon \forall \beta <\lambda \colon \aleph _{\beta }<|\alpha |\}\right|} ({\displaystyle \lambda }는 극한 순서수)

## 성질
알레프 수는 순서수의 고유 모임 {\displaystyle \mathrm {Ord} }에서 기수의 고유모임 {\displaystyle \mathrm {Card} }으로 가는 "함수"이다. (물론, 체르멜로-프렝켈 집합론에서는 정의역과 공역이 집합이 아니므로 이는 엄밀히 말해 함수가 될 수 없다.) 이는 "단사 함수"이며, 그 "상"은 무한 기수이다. 따라서, 모든 순서수 {\displaystyle \alpha }에 대하여,
{\displaystyle \aleph _{\alpha }<\kappa <\aleph _{\alpha +1}}
인 기수 {\displaystyle \kappa }는 존재하지 않는다.

### 고정점
기수를 순서수로 여겨, 알레프 수의 "고정점"(즉, {\displaystyle \aleph _{\alpha }=\alpha }인 {\displaystyle \alpha })을 생각할 수 있다. 알레프 수는 순서수의 모임 위의 순서 보존 "함수"이므로, 모든 순서수 {\displaystyle \alpha }에 대하여 다음 부등식이 성립한다.
{\displaystyle \alpha \leq \aleph _{\alpha }}
모든 알레프 수의 고정점은 극한 기수이다. 모든 약하게 도달 불가능한 기수는 알레프 수의 고정점이다. 알레프 수의 최소의 고정점은 다음과 같다.
{\displaystyle \kappa =\sup \left\{\aleph _{0},\aleph _{\omega },\aleph _{\omega _{\omega }},\dots \right\}}
이는 약하게 도달 불가능한 기수가 아니다.
증명:
만약 {\displaystyle \kappa =\aleph _{\kappa }}라면, {\displaystyle \kappa }는 무한 기수이며, 특히 극한 순서수이다. 따라서 {\displaystyle \kappa =\aleph _{\kappa }}는 극한 기수이다.
약하게 도달 불가능한 기수 {\displaystyle \aleph _{\alpha }}가 주어졌을 때,
{\displaystyle \aleph _{\alpha }=\operatorname {cf} \aleph _{\alpha }=\operatorname {cf} \alpha \leq \alpha }
이다. ({\displaystyle \operatorname {cf} \aleph _{\alpha }=\operatorname {cf} \alpha }는 {\displaystyle \alpha }가 극한 순서수이기 때문이다.) 따라서, {\displaystyle \aleph _{\alpha }=\alpha }이다.

### 연속체 가설
일반화 연속체 가설에 따르면,
{\displaystyle \aleph _{\alpha }=\beth _{\alpha }}
가 성립한다. 여기서 {\displaystyle \beth _{\alpha }}는 베트 수이다. 이 명제는 선택 공리를 추가한 체르멜로-프렝켈 집합론에서 독립적이다 (즉, 증명하거나 반증할 수 없다). 또한, 대부분의 큰 기수 공리들을 추가해도 이는 변함이 없다. 위 가설에서 {\displaystyle \alpha =1}인 특수한 경우
{\displaystyle \aleph _{1}=2^{\aleph _{0}}}
는 연속체 가설이라고 불리며, 역시 선택 공리를 추가한 체르멜로-프렝켈 집합론 및 큰 기수 공리들에 대하여 독립적이다.

## 예

### ℵ0
{\displaystyle \aleph _{0}}은 가산 무한 집합의 크기이다. 예를 들어, 자연수의 집합 {\displaystyle \mathbb {N} }, 정수의 집합 {\displaystyle \mathbb {Z} }, 유리수의 집합 {\displaystyle \mathbb {Q} } 등이 이 크기이다.
{\displaystyle \aleph _{0}=|\mathbb {N} |=|\mathbb {Z} |=|\mathbb {Q} |}

### ℵ1
{\displaystyle \aleph _{1}}은 가장 작은 비가산 기수이다. 이는 모든 가산 순서수들의 집합의 크기이다. 선택 공리를 추가한 체르멜로-프렝켈 집합론에서는 연속체 가설이 독립적이므로, 실제로 크기가 {\displaystyle \aleph _{1}}이라고 증명할 수 있는 집합들은 그리 많지 않다.

### ℵω
{\displaystyle \omega }가 가장 작은 무한 순서수라고 하자. {\displaystyle \aleph _{\omega }}는 {\displaystyle \{\aleph _{n}\colon n\in \mathbb {N} \}}의 상한이다. 또한, 이는 선택 공리를 추가한 체르멜로-프렝켈 집합론에서
{\displaystyle 2^{\aleph _{0}}\neq \kappa }
임을 증명할 수 있는 가장 작은 기수 {\displaystyle \kappa }이다.

## 역사
이 표기법은 게오르크 칸토어가 기수 및 순서수 이론을 정의하면서 도입하였다. 알레프(ℵ)는 히브리 문자의 첫 글자이다. 칸토어가 왜 이 글자를 골랐는지는 확실하지 않다. 칸토어 자신이 유대인인지는 확실하지 않지만, 칸토어의 아내 발리 구트만(독일어: Vally Guttman)은 유대인이었다.

## 같이 보기
- 베트 수